# Facteur nucléaire hépatocytaire 4
Le facteur nucléaire hépatocytaire 4 (en anglais hepatocyte nuclear factor-4, HNF4)  est une protéine de la superfamille des récepteurs nucléaires, de la famille des récepteurs orphelins c'est-à-dire un facteur de transcription ne possédant pas à ce jour de ligand clairement défini. HNF4 est impliqué dans la régulation de la différenciation cellulaire hépatique.

## Structure
Il existe deux isoformes de HNF4 appelées HNF4-α et HNF4-γ codées respectivement par le gène HNF4A localisé sur le chromosome 20 et le gène HNF4G localisé sur le chromosome 8 chez l'homme.

## Fonctions
Exprimé essentiellement dans le foie, HNF4 participe à son développement et plus particulièrement à la différenciation des cellules épithéliales hépatiques. HNF4 est également exprimé dans l'intestin, le rein, les cellules bêta du pancréas endocrine.

## Physiopathologie
Des mutations du gène de HNF4-α ont été associées à la survenue d'un type particulier de diabète chez l'enfant appelé MODY de type 1.